# Épinay-sur-Seine
Epinay-sur-Seine – miejscowość i gmina we Francji, w regionie Île-de-France, w departamencie Sekwana-Saint-Denis.
Według danych na rok 1999 gminę zamieszkiwały 46 409 osoby, a gęstość zaludnienia wynosiła 10 155 osób/km² (wśród 1287 gmin regionu Île-de-France Epinay-sur-Seine plasuje się na 27. miejscu pod względem liczby ludności, natomiast pod względem powierzchni na miejscu 710.).

## Osobistości
- Jerzy Lisowski – tłumacz, redaktor

## Współpraca
- Oberursel (Taunus), Niemcy
- South Tyneside, Wielka Brytania

Położenie Épinay-sur-Seine w ramach aglomeracji paryskiej

- Alcobendas, Hiszpania